# Pheucticus
Pheucticus é um gênero de aves contendo seis espécies. O gênero foi introduzido pelo naturalista alemão Ludwig Reichenbach em 1850. A espécie-tipo foi posteriormente designada como rei-do-bosque.

## Espécies
O nome do gênero vem do grego antigo φευκτικός - pheuktikós "tímido" ou "inclinado a evitar".
| Imagem | Nome comum             | Nome científico           | Distribuição |
| ------ | ---------------------- | ------------------------- | --- |
|        | Bicudo-amarelo         | Pheucticus chrysopeplus   | Encosta do Pacífico do México, do centro de Sonora ao noroeste de Oaxaca, e no sul de Chiapas e Guatemala                          |
|        | Bicudo-de-coxa-preta   | Pheucticus tibialis       | Costa Rica e oeste do Panamá. |
|        | Bicudo-dourado         | Pheucticus chrysogaster   | Colômbia, Equador, Peru, Trinidad e Tobago e Venezuela                                                                             |
|        | Rei-do-bosque          | Pheucticus aureoventris   | Argentina, Brasil, Bolívia, Colômbia, Equador, Paraguai, Peru e Venezuela.                                                         |
|        | Bicudo-de-peito-rosa   | Pheucticus ludovicianus   | leste das Montanhas Rochosas, para o inverno do centro-sul do México através da América Central e Caribe até o Peru e a Venezuela. |
|        | Bicudo-de-cabeça-preta | Pheucticus melanocephalus | Grandes Planícies dos EUA e do sudoeste do Canadá até as montanhas do México.                                                      |